# São Gabriel (bateau)
Pour les articles homonymes, voir São Gabriel.
Le São Gabriel (Saint Gabriel, en portugais) est un nau-caraque trois-mâts carré portugais, navire amiral de la flotte de 3 navires de Vasco de Gama, avec laquelle il découvre la route des Indes vers l'océan Indien, par le cap de Bonne-Espérance en Afrique du Sud, entre 1497 et 1499, pendant la période des grandes découvertes.  

## Historique
À la suite du voyage au XIIIe siècle de l'explorateur vénitien Marco Polo sur les routes de la soie et des épices, vers Constantinople jusqu'à Pékin en Chine, en Indes orientales et en Indonésie, Christophe Colomb explore sans succès une nouvelle route commerciale maritime espagnole vers les Indes orientales (route des Indes) en traversant l'océan Atlantique, pour finalement débarquer en Amérique (le Nouveau Monde) avec son navire amiral Santa María (1492).

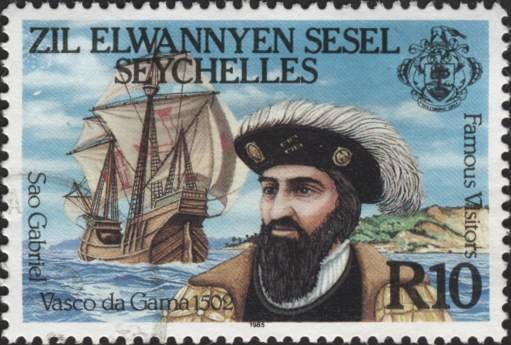
Vasco de Gama
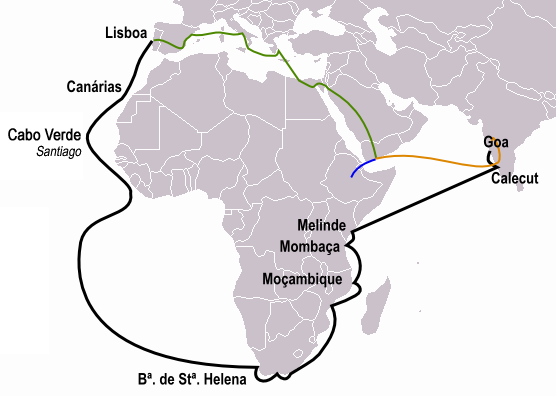
Ier voyage de Vasco de Gama
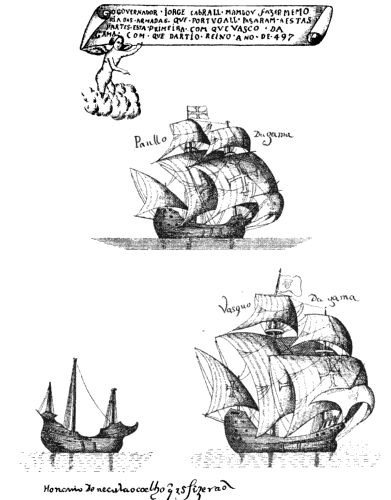
São Gabriel, São Rafael et São Miguel

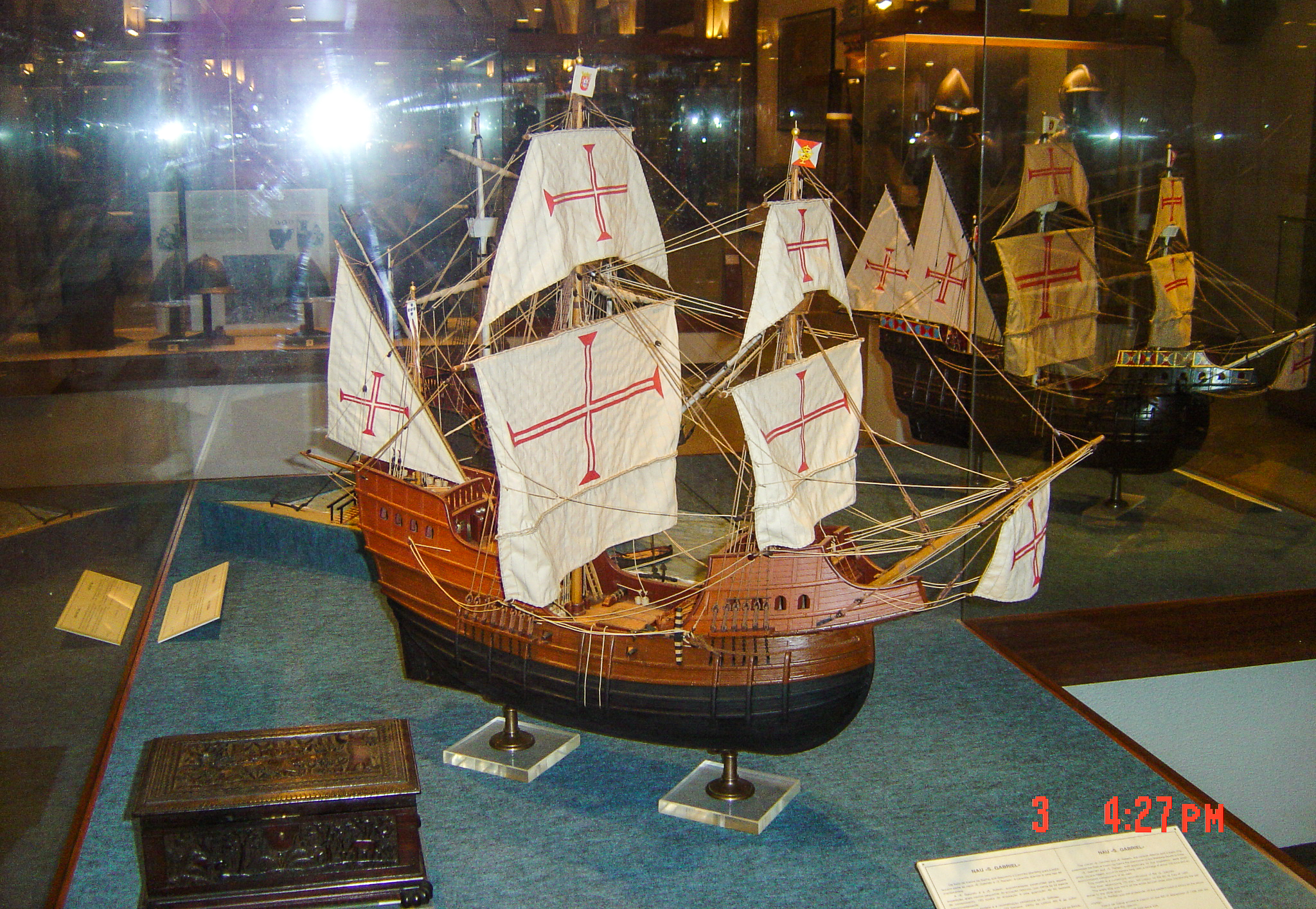
Modèle réduit du musée de la Marine de Lisbonne.

Le roi Manuel Ier de Portugal entreprend alors de découvrir une nouvelle route des Indes, vers l'océan Indien, en passant par le cap de Bonne-Espérance en Afrique du Sud, découvert en 1488 par le navigateur portugais Bartolomeu Dias,,,.
Il fait construire ce nau-caraque trois-mâts carré de 120 tonneaux et 20 canons en 1497, navire amiral d'une flotte de 3 navires, avec les caraques São Rafael (de Paulo da Gama), et São Miguel (ou Bérrio, de Nicolau Coelho) (aux couleurs de l'ordre du Christ du Portugal, nommés d'après les archanges de la Bible Gabriel, Raphaël et Michel) accompagnés d'un navire caravelle logistique São Maria de 200 tonneaux, et d'un équipage total de près de 200 marins.

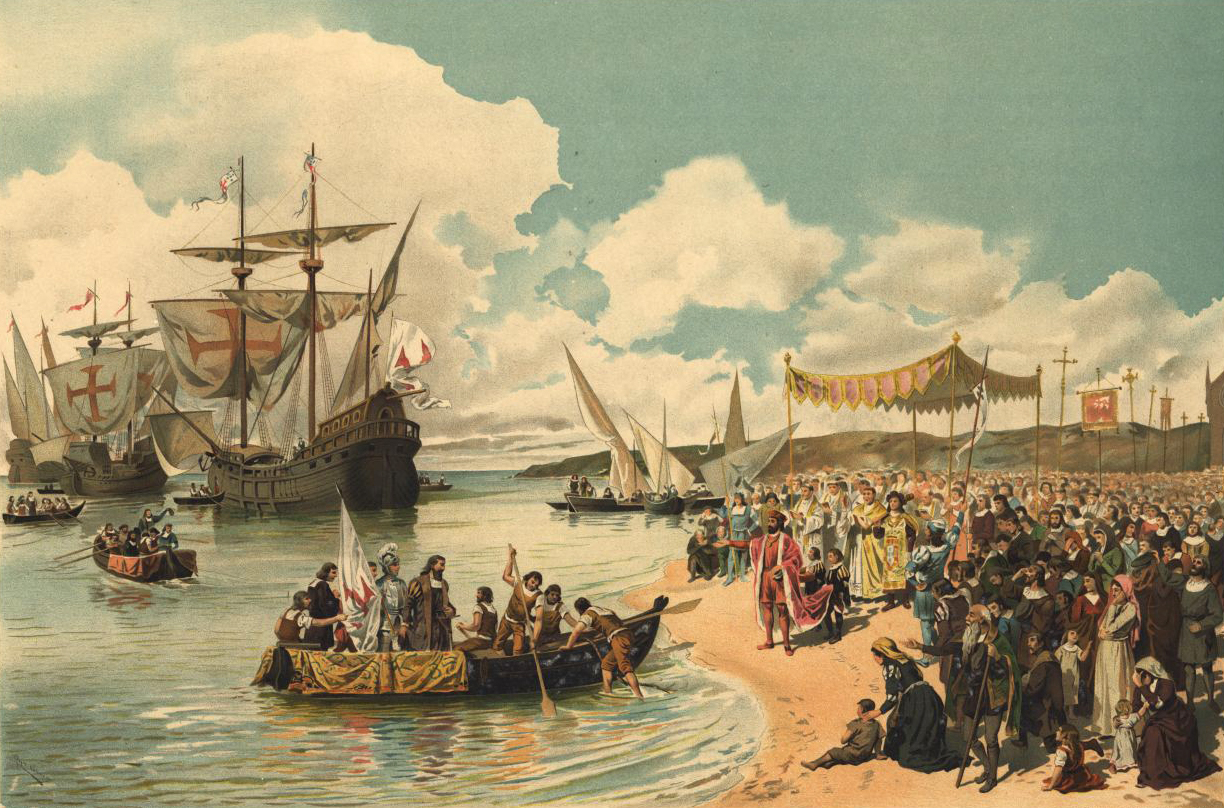
Départ de Lisbonne en 1497 (Bibliothèque nationale du Portugal de Lisbonne)
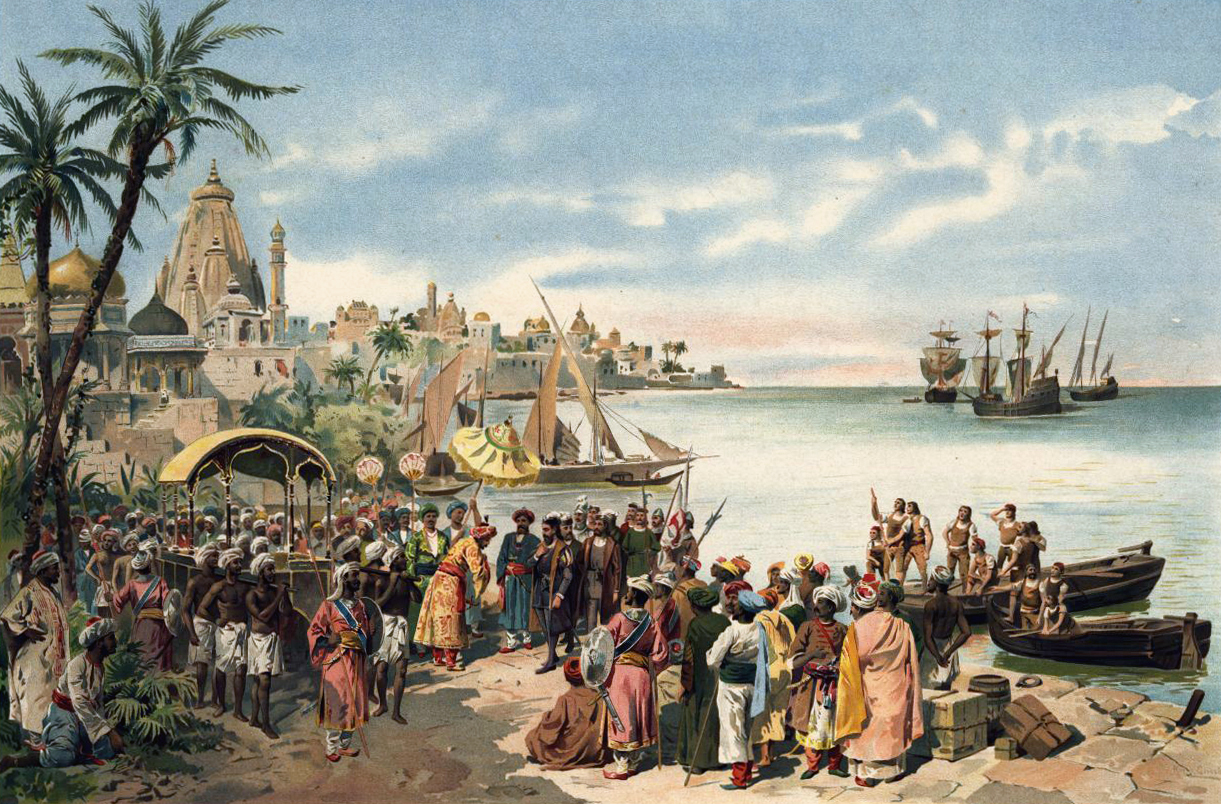
Arrivée à Calicut en Indes orientales en 1498 (Bibliothèque nationale du Portugal de Lisbonne)
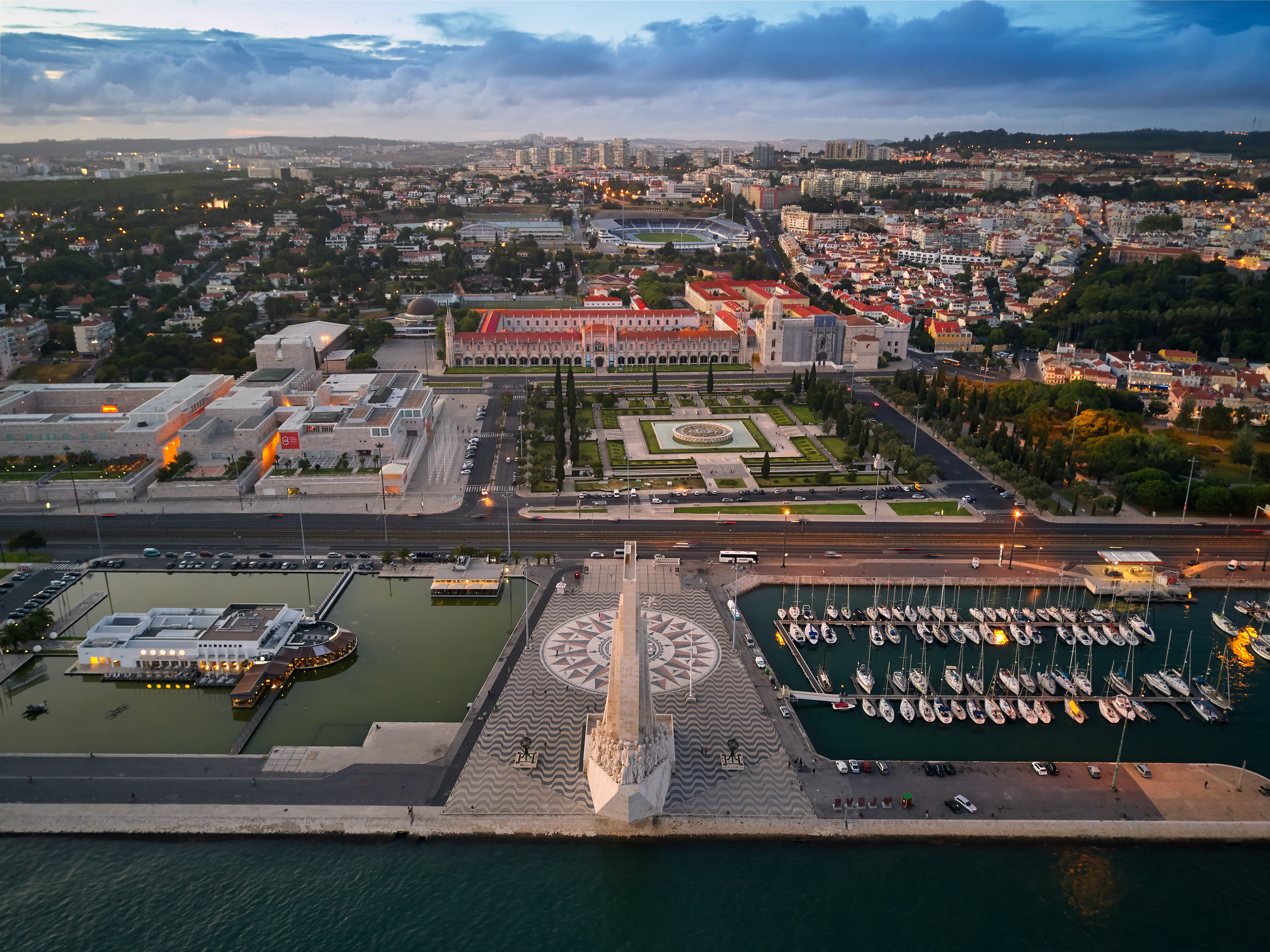
Monument aux Découvertes et monastère des Hiéronymites de Belém (Lisbonne)
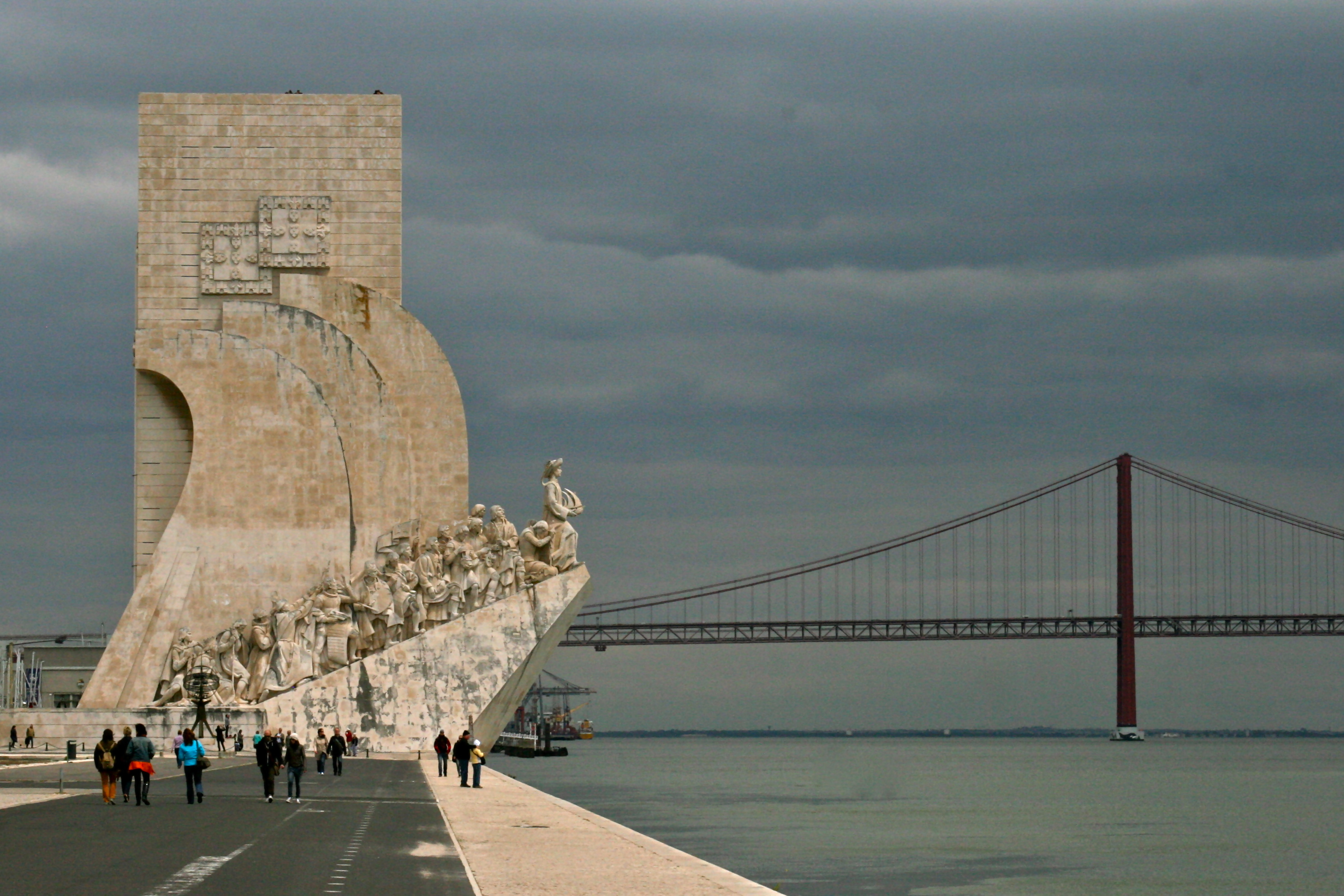
Monument aux Découvertes de Belém (Lisbonne)

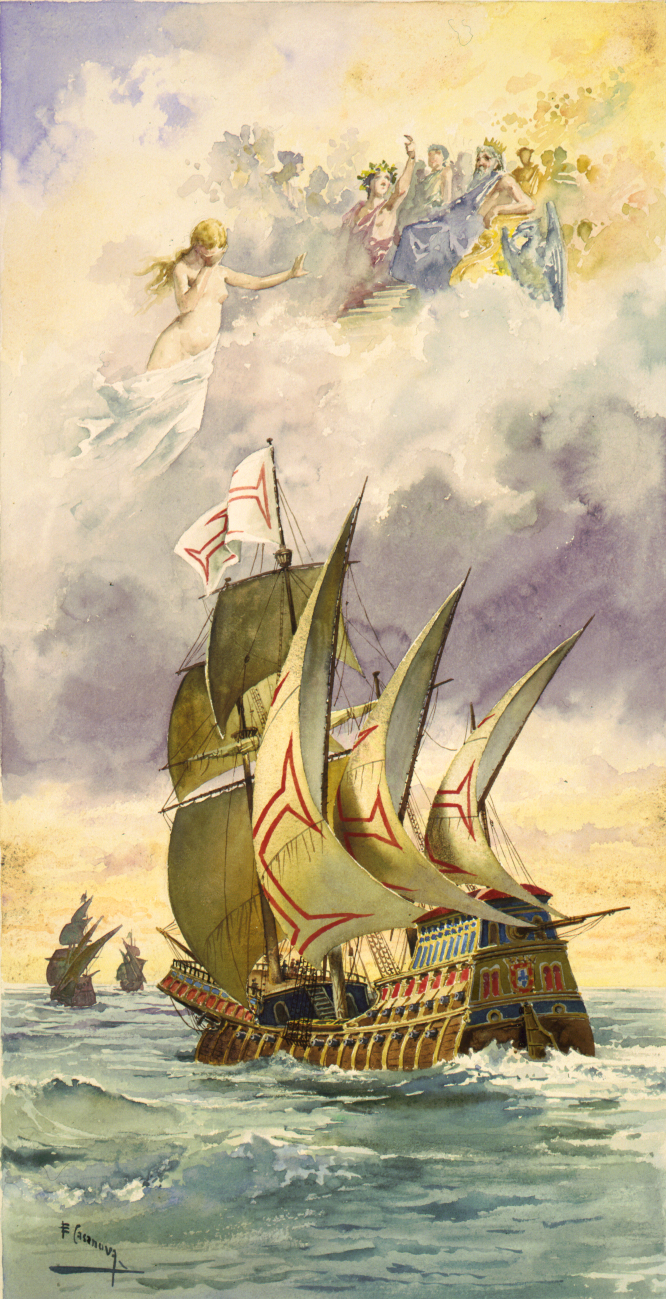

Planisphère de Cantino de 1502

La flotte quitte le port du fleuve Tage de Belém de Lisbonne le 8 juillet 1497, pour son premier voyage vers la route des Indes. Elle double le cap de Bonne-Espérance en Afrique du Sud le 22 novembre 1497, puis longe la côte de l'Afrique de l'Est jusqu'à Malindi au Kenya, avant de traverser l'océan Indien jusqu'à son arrivée le 20 mai 1498 à Calicut sur la côte de Malabar des Inde portugaise, après 10 mois et 12 jours de voyage (6 ans après la découverte de l'Amérique de Christophe Colomb). Le navire est de retour à Cascais près de Lisbonne le 10 juillet 1499, après près de 24 000 km parcourus (13 000 milles marins) en deux ans et 2 jours. Les São Miguel et São Rafael ont été détruits pendant le voyage, et Vasco de Gama fait escale aux Açores, à son retour, avec son frère Paulo da Gama mourant, avant son arrivée triomphale au Portugal le 9 septembre 1499. Couvert d'honneurs à son retour pour cet exploit maritime considérable pour l'époque, il est nommé « amiral des Indes » et à ce titre contrôle une partie du commerce avec l'Inde, marquant les débuts de l'empire colonial portugais. Son voyage permet une importante mise à jour des cartes du monde de  l'époque, telles que le planisphère de Cantino de 1502. Cette route commerciale maritime des Indes est empruntée avec succès jusqu'à l'inauguration en 1869 du canal de Suez en Égypte. 

Découverte du Brésil le 22 avril 1500 par Pedro Álvares Cabral.

Des historiens avancent l'hypothèse historique non vérifiée que ce même São Gabriel serait également le navire amiral de la  nouvelle armada de 13 navires et 1 200 marins, seconde flotte partie pour l'Inde le 9 mars 1500, sous le commandement du navigateur Pedro Álvares Cabral, accompagné de Bartolomeu Dias, durant laquelle le Brésil est découvert le 22 avril 1500 (découverte du Brésil).  
Le navigateur portugais Fernand de Magellan découvre à son tour un passage au sud de l'Amérique du sud, via le détroit de Magellan, avec son navire espagnol Victoria, avec lequel il accomplit le premier tour du monde de l'histoire entre 1519 et 1522 (circumnavigation de  Magellan et Elcano), route commerciale maritime empruntée jusqu'à l'inauguration du canal de Panama en 1914.  

## Hommages
- Musée de la Marine (Lisbonne)
- Monument aux Découvertes (Padrão dos Descobrimentos) de Lisbonne